# Lăstuni (Tulcea)
Lăstuni (antiguamente Hagilar) es una localidad rumana de la comuna de Mihail Kogălniceanu, en el condado de Tulcea.

## Toponimia
El antiguo nombre del lugar puede encontrarse escrito con grafías como Hagilar, Hagilari, Hadjilar y Hadjilor. Pasó a llamarse Hagieni.

## Historia
Hacia comienzos del siglo XX, la localidad, que ya por entonces pertenecía al condado de Tulcea, formaba parte de la comuna de Congaz y tenía contabilizada una población, toda búlgara, de 725 habitantes.
En la segunda mitad del siglo XX la localidad había pasado a formar parte de la comuna de Mihail Kogălniceanu. En el censo de 2021 la localidad tenía una población de 513 habitantes.